# Unité urbaine de Concarneau
L'unité urbaine de Concarneau est une unité urbaine française centrée sur Concarneau, ville portuaire du Finistère se situant au 3e rang départemental et au 11e rang régional en Bretagne.

## Données générales
Dans le zonage réalisé par l'Insee en 1999, l'unité urbaine était composée de deux communes.
Dans le zonage réalisé en 2010, l'unité urbaine était composée des deux mêmes communes, ainsi que dans celui réalisé en 2020.
En 2022, avec 27 726 habitants, elle représente la 3e unité urbaine du département du Finistère et occupe le 11e rang dans la région Bretagne.
En 2020, sa densité de population s'élève à 297 hab/km2. Par sa superficie, elle ne représente que 1,36 % du territoire départemental et, par sa population, elle regroupe 2,97 % de la population du département du Finistère.

## Composition 2020 de l'unité urbaine
Elle est composée des deux communes suivantes :
| Nom                       | Code Insee | Département | Statut       | Superficie (km2) | Population (dernière pop. légale) | Densité (hab./km2) | Modifier                                    |
| ------------------------- | ---------- | ----------- | ------------ | ---------------- | --------------------------------- | ------------------ | ------------------------------------------- |
| Concarneau (ville-centre) | 29039      | Finistère   | ville-centre | 41,08            | 20 632 (2022)                     | 502                | modifier les données · modifier les données |
| Trégunc                   | 29293      | Finistère   | banlieue     | 50,61            | 7 094 (2022)                      | 140                | modifier les données · modifier les données |

## Évolution démographique
| 1968   | 1975   | 1982   | 1990   | 1999   | 2008   | 2013   | 2020   |
| ------ | ------ | ------ | ------ | ------ | ------ | ------ | ------ |
| 22 591 | 23 914 | 23 893 | 24 760 | 25 807 | 26 895 | 25 923 | 27 267 |

#### Données générales
- Unité urbaine
- Aire d'attraction d'une ville
- Aire urbaine (France)
- Liste des unités urbaines de France

#### Données démographiques en rapport avec l'unité urbaine de Concarneau
- Aire d'attraction de Quimper
- Arrondissement de Quimper

#### Données démographiques en rapport avec le Finistère
- Démographie du Finistère